# أبوبا سيبومانا
أبوبا سيبومانا (بالإنجليزية: Abouba Sibomana)‏ (24 يناير 1989 في رواندا - ) هو لاعب كرة قدم رواندي في مركز الدفاع.

## وصلات خارجية
- أبوبا سيبومانا على موقع الاتحاد الدولي (مؤرشف)  (الإنجليزية)
- أبوبا سيبومانا على موقع قاعدة بيانات كرة القدم.إي يو (الإنجليزية)
- أبوبا سيبومانا على موقع Soccerway.com (الإنجليزية)